# Michael Rooker
Michael Rooker (6. april 1955) er en amerikansk skuespiller, bedst kendt for sine roller som Henry i Henry: Portrait of a Serial Killer, Merle Dixon i The Walking Dead, Frank Bailey i Mississippi Burning, Hal Tucker i Cliffhanger , Rowdy Burns i Days of Thunder og Yondu i Guardians of the Galaxy.

## Udvalgt filmografi
- Henry: Portrait of a Serial Killer (1986)
- Mississippi Burning (1988)
- Days of Thunder (1990)
- JFK (1991)
- Mørkets halvdel (1991)
- Cliffhanger (1993)
- Replicant (2001)
- Jumper (2008)
- Guardians of the Galaxy (2014)
- Guardians of the Galaxy Vol. 2 (2017)